# 추소영
추소영(본래 1981년 1월 25일 음력 1980년 12월 ~ )은 대한민국의 전 가수이자 배우이다.

## 동료 동기 친구들
- 박윤재
- 진태현
- 조정석
- 인교진
- 홍수현
- 오유나
- 조여정
- 한채영
- 오윤아
- 김소연
- 윤정희

## 학력
- 배화여자고등학교 (1999년 졸업)
- 국민대학교 연극영화학과 (졸업)

## 경력
- 2010년 5월 대학로 소나무길 거리문화축제 홍보대사
- 2014년 6월 제14회 광주국제영화제 홍보대사

## TV 방송
- 1999년 MBC 일일시트콤 《남자셋 여자셋》
- 1999년 MBC 주말연속극 《장미와 콩나물》
- 1999년 KBS2 청소년 드라마 《학교 2》 ... 김정연 역
- 1999년 SBS 주간시트콤 《LA아리랑》 ... (목소리 단역 출연)
- 2000년 KBS2 단막극 《다향》 ... 차송주 역
- 2000년 SBS 월화드라마 《도둑의 딸》 ... 조금희 역
- 2001년 SBS 일일연속극 《소문난 여자》 ... 이봉순 역
- 2001년 KBS2 단막극 《KBS 드라마시티 - 윤사월》 ... 해원 역
- 2002년 MBC 청춘시트콤 《뉴 논스톱》 ... 카메오
- 2002년 MBC 수목드라마 《리멤버》 ... 정은영 역
- 2003년 KBS2 단막극 《KBS 드라마시티 - 나의 그녀 이야기》 ... 원우 역
- 2004년 KBS2 수목드라마 《꽃보다 아름다워》 ... 강지니 역
- 2004년 MBC 주간시트콤 《아가씨와 아줌마 사이》
- 2006년 KBS2 월화드라마 《안녕하세요 하느님》 ... 유민주 역
- 2006년 KBS1 일일연속극 《열아홉 순정》 ... 강신형 역
- 2008년 KBS2 수목드라마 《전설의 고향 - 사신 이야기》 ... 초선 역
- 2010년 KBS1 대하드라마 《거상 김만덕》 ... 은홍 역
- 2011년 KBS2 월화드라마 《강력반》 ... 윤성희 역
- 2011년 KBS2 수목드라마 《공주의 남자》 ... 초희 역
- 2011년 tvN 월요드라마 《버디버디》 ... 스카우트 역
- 2011년 SBS 금요드라마 《더 뮤지컬》 ... 안성아 역
- 2012년 KBS2 일일시트콤 《선녀가 필요해》 ... 왕모 젊은시절 역
- 2012년 KBS1 대하드라마 《대왕의 꿈》 ... 보라궁주 역
- 2013년 KBS2 단막극 《KBS 드라마 스페셜 - 기묘의 동거》 ... 예린 역
- 2014년 MBC 일일특별기획 《엄마의 정원》 ... 차보영 역
- 2015년 KBS2 일일드라마 《오늘부터 사랑해》 ... 윤대실 역

## 영화
- 2001년 《메이》
- 2006년 《아랑》 ... 수빈 역
- 2011년 《계란한판》
- 2012년 《스타: 빛나는 사랑》 ... 수지 역
- 2015년 《고백》 ... 서미현 역

## 공연
- 2007년 《사랑은 비를 타고》 ... 유미리 역
- 2009년 《테너를 빌려줘》 ... 메기 역
- 2011년 《남자따위가 왜 필요해》 ... 크리스틴 역
- 2012년 《돌아서서 떠나라》 ... 채희주 역

## 뮤직비디오
- 2012년 퍼블릭 스테레오 - Basement Party

## 광고
- 대한항공
- 롯데칠성음료
- 쌍용자동차

## 음반
- 2005년 더 빨강 1집 - 1ST
- 2007년 리리밴드 - 첫번째 사랑 이야기

## 기타
- 2003년 3월 음주운전 사건으로 면허정지를 당한 바 있다.[1]